# Jean-Jacques Servan-Schreiber

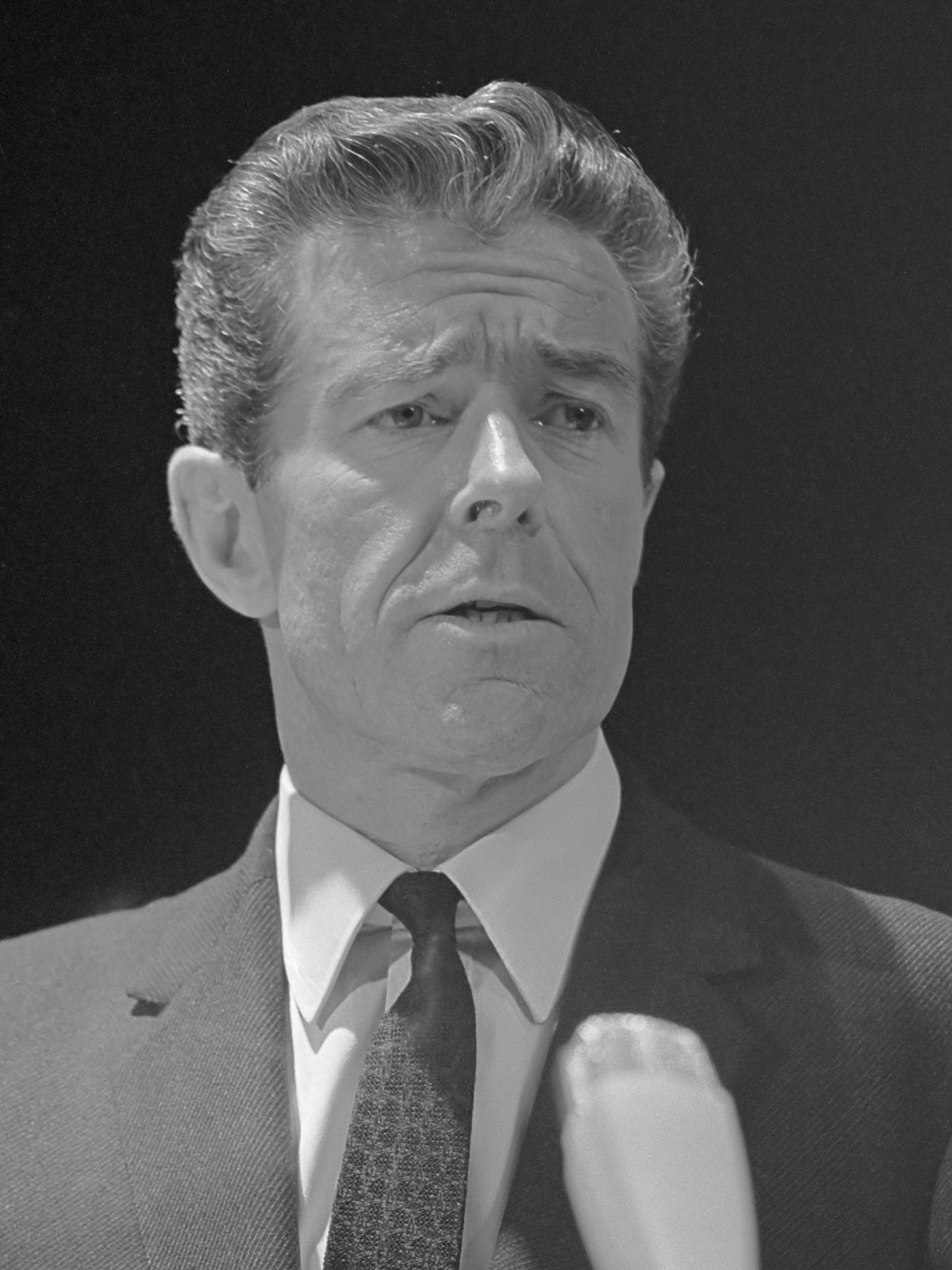
Jean-Jacques Servan-Schreiber, 1968

Jean-Jacques Servan-Schreiber (* 13. Februar 1924 in Paris als Jean-Jacques Schreiber; † 7. November 2006 in Fécamp), in Frankreich oft JJSS genannt, war ein französischer Journalist, Essayist, Medienmanager und Politiker. Er war von 1953 bis 1977 (Mit-)Herausgeber des Nachrichtenmagazins L’Express und von 1971 bis 1975 sowie von 1977 bis 1979 Vorsitzender des Parti radical (valoisien).

## Leben
Jean-Jacques Servan-Schreiber wurde 1924 als ältester Sohn von Emile Servan-Schreiber, einem Journalisten und Mitgründer der Finanzzeitung Les Échos, und Denise Brésard geboren. Die Familie Servan-Schreiber stammte von preußischen Juden ab, die 1877 nach Frankreich emigriert waren. Seine Geschwister waren Brigitte Gros, zeitweise Senatorin des Départements Yvelines und Bürgermeisterin von Meulan, und die Journalisten Christiane Collange und Jean-Louis Servan-Schreiber. Die Senatorin Suzanne Crémieux war seine Tante, der gaullistische Politiker Jean-Claude Servan-Schreiber sein Cousin.
Jean-Jacques Servan-Schreiber besuchte das Lycée Janson de Sailly in Paris und ein Lycée in Grenoble. 1943 wurde er als Student an der École polytechnique angenommen, schloss sich aber wenig später gemeinsam mit seinem Vater den Freien Französischen Streitkräften (Forces Françaises Libres, FFL) von Charles de Gaulle an, um gegen die deutsche Besatzung und das Vichy-Regime zu kämpfen. In Alabama in den USA wurde er zum Kampfpiloten ausgebildet, zu seinem Kampfeinsatz kam es jedoch nicht.
Nach der Befreiung Frankreichs setzte er sein Studium an der École polytechnique fort und schloss es 1947 ab. Im selben Jahr heiratete er die Journalistin und Autorin Madeleine Chapsal. Seine Interessen lagen sowohl in den Wissenschaften wie auch in der Politik, und er begann selbst journalistisch tätig zu werden. 1949 wurde er von Hubert Beuve-Méry engagiert, um für die von diesem gegründete linksliberale Tageszeitung Le Monde zu schreiben. Er schrieb dort zunächst Editorials im Ressort Außenpolitik. Seine persönliche Verbindung zu den USA führte dazu, dass er sich auf Themen des Kalten Krieges konzentrierte.
Als einer der ersten französischen Journalisten erkannte Servan-Schreiber die Unvermeidbarkeit des Endes des Kolonialismus. Er verfasste eine Reihe von Artikeln über den Indochinakrieg, was dazu führte, dass er den zukünftigen Premierminister Pierre Mendès France (Parti radical) kennenlernte, der schon zu diesem Zeitpunkt ein vehementer Gegner der französischen Kolonialpolitik im Allgemeinen und der damit zusammenhängenden militärischen Einsätze im Besonderen war. Ab 1957 war Mendès France mit Servan-Schreibers Cousine Marie-Claire de Fleurieu (geb. Schreiber) liiert und heiratete sie später auch.

### L’Express
Im Jahr 1953 gründete Servan-Schreiber zusammen mit Françoise Giroud und seinem Cousin Jean-Claude Servan-Schreiber das wöchentlich, anfangs als Samstagsbeilage zu Les Échos erscheinende Nachrichtenmagazin L’Express. Das Magazin, das die Politik von Mendès France offen unterstützte, fand bald großen Anklang bei jüngeren Lesern und prominenten Intellektuellen im Frankreich der 1950er und 1960er Jahre. Zu den Gastautoren zählten Albert Camus, Jean-Paul Sartre, André Malraux und François Mauriac.
Als Mendès France 1954 erstmals eine Regierung bildete und als Außenminister auf der Indochinakonferenz den Indochinakrieg beendete, war Servan-Schreiber einer seiner wichtigsten Berater.
1956 wurde er als Soldat einberufen und musste, entgegen seinen Überzeugungen, am Algerienkrieg teilnehmen. Auf Basis seiner Erfahrungen verfasste er später sein erstes Buch, Lieutenant en Algérie (auf Deutsch: Leutnant in Algerien). Sein Bericht über das brutale Vorgehen der französischen Armee und die Unterdrückung der Algerier führte zu Kontroversen darüber, ob das Buch einen negativen Effekt auf die Moral der Soldaten hae.
Als General de Gaulle 1958 mit der Regierungsbildung beauftragt wurde, war Servan-Schreiber, und damit L’Express, unter den Gegnern dieser Entwicklung. Die politischen Veränderungen in Frankreich führten nun zu einem Rückgang der Popularität des Magazins. Darüber hinaus verlor seine Familie an Einfluss in der von seinem Vater gegründeten Zeitung Les Échos, und es kam zum Bruch zwischen ihm und Mendès France wie auch mit Françoise Giroud. Seine Ehe mit Madeleine Chapsal wurde 1960 geschieden, und er heiratete Sabine Becq de Fouquières. Aus dieser Verbindung stammen vier Söhne, David (1961–2011), Émile, Franklin und Édouard.
Im Jahr 1964 formte Servan-Schreiber L’Express von einer Beilage in ein eigenständiges Wochenmagazin nach dem Vorbild des Time-Magazins um. Dank eines breiteren Themenspektrums, etwa zu neuen Technologien und der Frauenbewegung, wurde L’Express zu einem Sprachrohr der sich verändernden französischen Gesellschaft.
Als Gegner der Politik de Gaulles und erfolgreicher Herausgeber und Journalist suchte Servan-Schreiber nach Möglichkeiten, seine politischen Überzeugungen noch nachhaltiger zu verwirklichen. In Michel Albert fand er einen Mitstreiter, der ihn mit Hintergrundinformationen zu politischen Vorgängen unterstützte. Ein Dossier von Albert handelte von dem heimlichen Wirtschaftskrieg, in den er die USA und Europa verwickelt sah. Dabei war Europa nach seiner Analyse in jeder Hinsicht unterlegen, von den Managementmethoden über die Technologien bis hin zur Forschung. Servan-Schreiber griff diese These auf, ergänzte sie um seine Ideen, dieser Situation zu begegnen, und schrieb das Buch Le Défi Américain (auf Deutsch: Die amerikanische Herausforderung). Allein in Frankreich wurden davon in kurzer Zeit 600.000 Exemplare verkauft, das Buch wurde in 15 Sprachen übersetzt, ein unerwarteter Erfolg. Das Buch trug wesentlich zu einer Rückbesinnung auf nationale Erfordernisse innerhalb Frankreichs wie auch zur Erkenntnis der Notwendigkeit europaweiter grenzüberschreitender Zusammenarbeit bei. Servan-Schreiber reiste durch Europa, las aus seinem Buch und hielt vor zahlreich erscheinendem Publikum Vorträge, in denen er sich für ein föderales Europa mit einer gemeinsamen Währung und ein dezentral organisiertes Frankreich einsetzte.

### Politische Laufbahn
Als Charles de Gaulle 1969 zurücktrat, beschloss Servan-Schreiber, sich aktiv der Politik zu widmen. Im Oktober desselben Jahres wurde er Generalsekretär der linksbürgerlichen Parti radical. Er war an der Reform der Partei beteiligt und formulierte das Parteiprogramm. Für die Parti radical war er während mehrerer Legislaturperioden Abgeordneter der Nationalversammlung. In seiner politischen Tätigkeit trat er vor allem für Änderungen in der konservativen französischen Gesellschaft ein. Eine Zusammenarbeit mit der Kommunistischen Partei Frankreichs (PCF) unter Georges Marchais lehnte er aber ab. Außerdem setzte er sich für eine Dezentralisierung des Einheitsstaates, eine Umschichtung von Fördergeldern vom Concorde- zum Airbus-Programm, das Ende französischer Kernwaffentests und die Förderung moderner Technologien – vor allem der Computer – ein.
Bei der Nachwahl im Wahlkreis von Nancy (Département Meurthe-et-Moselle) im Jahr 1970 trat er erfolgreich gegen den Amtsinhaber von der regierenden gaullistischen UDR an, was zuvor allgemein als aussichtslos gegolten hatte. Schon als L’Express-Herausgeber hatte Servan-Schreiber die UDR oft polemisch kritisiert und ihr die Schaffung eines „UDR-Staats“ (État UDR) vorgeworfen. Vom Erfolg beflügelt, trat Servan-Schreiber wenige Monate nach seiner Wahl in Nancy auch in Bordeaux an, um dem damaligen Premierminister Jacques Chaban-Delmas von der UDR seinen Wahlkreis abzujagen. Dort scheiterte er aber mit nur 16 % der Stimmen, wodurch er seinen Nimbus des Erfolgs wieder verlor (den Parlamentssitz für Nancy konnte er aber behalten).

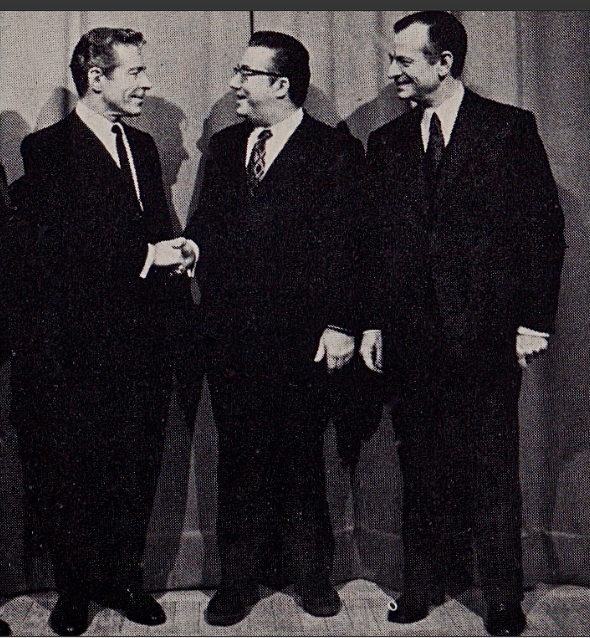
JJSS (links) mit Marcel Ruby und Jean Lecanuet auf dem Kongress des Mouvement réformateur 1973

Dennoch wurde er 1971 zum Vorsitzenden der Parti radical gewählt. Sein Bündnis mit dem Christdemokraten Jean Lecanuet (Centre démocrate) unter der Bezeichnung Mouvement réformateur („Reformbewegung“) – als Alternative sowohl zum linken Lager als auch zur gaullistischen Rechten – führte zur Spaltung der Partei noch im selben Jahr. Der linke Flügel, der mit Sozialisten und Kommunisten zusammenarbeiten wollte, gründete das Mouvement de la gauche radicale-socialiste (später in Parti radical de gauche umbenannt). Der unter Führung von JJSS verbleibende Rumpf der Partei wurde seit dieser Zeit zur Unterscheidung Parti radical valoisien genannt (nach dem Sitz der Parteizentrale am Pariser Place de Valois) und näherte sich dem Mitte-rechts-Lager an.
Servan-Schreiber und seine Partei unterstützten 1974 die Wahl Valéry Giscard d’Estaings zum Staatspräsidenten, der sich ebenfalls eine Liberalisierung der französischen Gesellschaft auf die Fahnen geschrieben hatte und mit dem JJSS persönlich befreundet war. Im ersten von Giscard eingesetzten Kabinett, das von Jacques Chirac als Premierminister geleitet wurde, bekam Servan-Schreiber den Posten des Ministers für Reformen (Ministre des Réformes). Nach nur 13 Tagen im Amt wurde er aber auf Betreiben Chiracs wieder entlassen da er sich gegen die französischen Kernwaffentests aussprach und bei der UDR, der größten Koalitionspartei, aufgrund der oft feindseligen Haltung seines Express gegenüber den Gaullisten sehr unbeliebt war. Auch die Ernennung von Servan-Schreibers Mitstreiterin Françoise Giroud zur Frauenministerin verhinderte die UDR. Von 1976 bis 1978 war er gewählter Präsident der Region Lothringen.
1977 verkaufte er L’Express an Jimmy Goldsmith, um sich noch intensiver seinen politischen Tätigkeit widmen zu können. Der Verlust dieses Sprachrohrs und das Scheitern seiner Bemühungen, die zentralistische Organisation des Staates zu reformieren, führten dazu, dass er selbst wie auch seine Partei, die er in das Bündnis Union pour la démocratie française (UDF) geführt hatte, zunehmend an Einfluss verloren. 1979 verließ er die Parti radical und trat, gemeinsam mit Françoise Giroud, mit der eigenen Liste „Emploi, Egalité, Europe“ (deutsch: ‚Beschäftigung, Gleichheit, Europa‘) zur Europawahl an. Die Liste erhielt nur 1,84 % der Stimmen und er zog sich daraufhin aus dem aktiven Politikerleben zurück.

### Nach der Politik
Servan-Schreiber widmete sich wieder dem Schreiben und publizierte 1980 Le Défi mondial (auf Deutsch: Die totale Herausforderung. Die Entscheidung der achtziger Jahre), in dem er sich insbesondere mit dem wirtschaftlichen Aufstieg Japans und dessen technologischer Basis befasste. Daneben war er als Berater für François Mitterrand und Valéry Giscard d’Estaing, den er schon seit seiner Studienzeit kannte, tätig. Seine Initiative, ein Zentrum zur Förderung von Informationstechnologien aufzubauen, scheiterte  und wurde 1984 aufgelöst. Mit seiner Familie übersiedelte er daraufhin nach Pittsburgh (Pennsylvania, USA), wo seine vier Söhne die privatwirtschaftliche, auf Forschung spezialisierte Carnegie Mellon University besuchten. Er selbst unterrichtete dort und war Leiter des Bereichs Internationale Beziehungen der Universität.
Nach der Rückkehr nach Frankreich widmete er sich wieder dem Schreiben und verfasste unter anderem seine Memoiren. Seine letzten Lebensjahre verbrachte er, an einer der Alzheimerschen ähnelnden degenerativen Krankheit leidend, gepflegt von seiner Frau Sabine de Fouquières, nahe Paris. Im November 2006 verstarb Servan-Schreiber in Fécamp in der Normandie an einer Lungenentzündung.

## Werke (Auswahl)
- Leutnant in Algerien, Dt. Hausbücherei 1958.
- Die amerikanische Herausforderung, Hoffmann u. Campe 1968. (Platz 1 der Spiegel-Bestsellerliste vom 8. April bis zum 8. Dezember 1968 und vom 3. bis zum 9. März 1969)
- Die befreite Gesellschaft – Eine Charta für Europa, Hoffmann u. Campe 1970 (Platz 1 der Spiegel-Bestsellerliste vom 13. Juli bis zum 25. Oktober 1970)
- Die totale Herausforderung. Die Entscheidung der achtziger Jahre, ISBN 3-217-01200-3